# Млинаже (гміна)
Гміна Млинаже (пол. Gmina Młynarze) — сільська гміна у центральній Польщі. Належить до Маковського повіту Мазовецького воєводства.
Станом на 31 грудня 2011 у гміні проживало 1766 осіб.

## Площа
Згідно з даними за 2007 рік площа гміни становила 75.04 км², у тому числі:
- орні землі: 64.00%
- ліси: 25.00%

Таким чином, площа гміни становить 7.05% площі повіту.

## Населення
Станом на 31 грудня 2011:
| Опис     | Загалом | Загалом | Чоловіки | Чоловіки | Жінки | Жінки |
| -------- | ------- | ------- | -------- | -------- | ----- | ----- |
| одиниця  | осіб    | %       | осіб     | %        | осіб  | %     |
| все      | 1766    | 100     | 919      | 52.04    | 847   | 47.96 |
| міське   | 0       | 100     | 0        |          | 0     |       |
| сільське | 1766    | 100     | 919      | 52.04    | 847   | 47.96 |

## Сусідні гміни
Гміна Млинаже межує з такими гмінами: Ґоворово, Жекунь, Ольшево-Боркі, Ружан, Сипнево, Червонка.